# Nokia 701
Nokia 701 – telefon wyprodukowany przez firmę Nokia, wprowadzony do sprzedaży we wrześniu 2011. Należy do drugiej generacji smartfonów Nokii. Po aktualizacji do Nokia Belle Feature Pack 1 częstotliwość procesora została zwiększona z 1,0 GHz do 1,3 GHz, udostępniony został też pakiet Microsoft Office Mobile.

## Bateria[1]
Bateria Li-Ion 1300 mAh.
- czas czuwania w 2G: 504 godziny
- czas czuwania w 3G: 551 godzin
- czas rozmów w 2G: 1020 minut
- czas rozmów w 3G: 405 minut
- czas odtwarzania muzyki: 71,5 godziny
- czas odtwarzania filmów: 9 godzin
- czas nawigowania: 11,2 godziny[2]

## Multimedia
- radio z RDS
- odtwarzacz muzyki
- odtwarzacz wideo

## Nawigacja
- Kompas
- GPS